# Miles M.25 Martinet
Le Miles M.25 Martinet est un avion militaire britannique ayant servi durant la Seconde Guerre mondiale au sein des unités de la Royal Air Force. Premier appareil spécialement conçu pour la mission de remorquage de cibles, il est directement dérivé de l'avion d'entraînement Miles Master Mk.II.

## Historique

### Développement

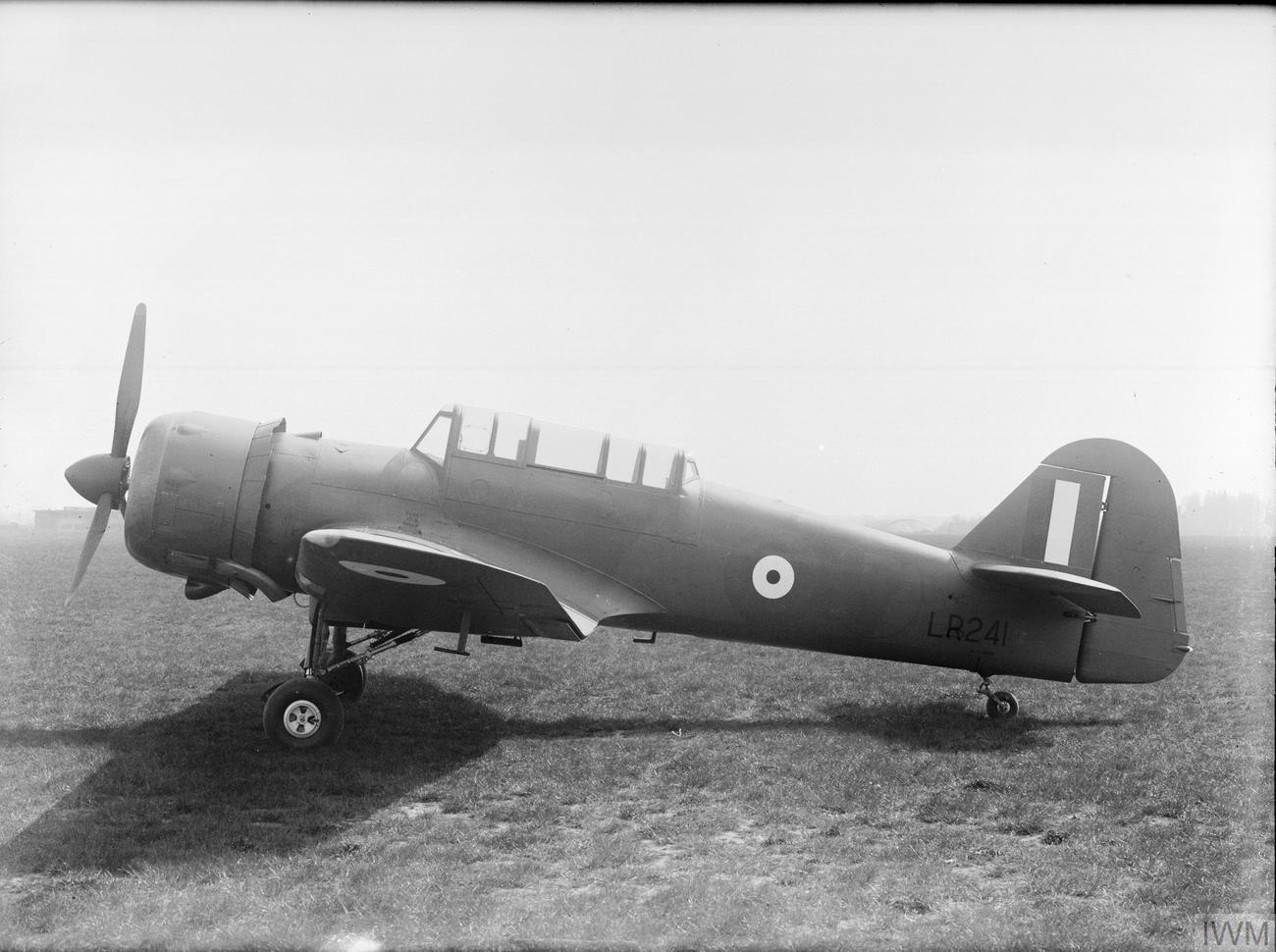
Prototype du Miles M.25 Martinet en 1942.

Jusqu'au début de la Seconde Guerre mondiale la RAF utilisait pour sa mission de remorquage de cibles d'anciens avions transformés spécifiquement et dont il ne s'agissait pas de la mission initiale. En 1941 pourtant l'Air Ministry prit la décision de changer radicalement sa doctrine de conception en présentant la Specification 12/41 qui prévoyait qu'un remorqueur de cible conçu ab-initio comme tel devait faire son apparition dans l'arsenal britannique. Cette Specification portait notamment sur le remplacement des derniers Hawker Hector et des Boulton Paul Defiant TT Mk.III transformés. L'Air Ministry sélectionna l'avionneur Miles qu'il chargea de développer l'avion.
Initialement désigné M.25 celui-ci se présentait comme une version dérivée du Master Mk.II d'entraînement alors en service dans la RAF. Le M.25 reprenait notamment sa fameuse aile en mouette inversée alors que le fuselage avait été redessiné.
Le premier vol du prototype eut lieu le 24 avril 1942 et l'avion fut immédiatement commandé en série et usiné. Les premiers exemplaires de série réalisèrent leur entrée en service opérationnel au sein de la RAF dès l'été de cette même année. Il fut baptisé Martinet.

### Du remorqueur de cible au drone cible
En 1943 l'Air Ministry émit la Specification 10/43 relative à une version radioguidée du M.25 et destinée à servir de cible volante pour l'entraînement au tir. Ce drone devait prendre la suite des biplans Airspeed Queen Wasp et De Havilland Queen Bee alors utilisés pour cette mission.
Désigné M.50 Queen Martinet l'avion fut commandé à 65 exemplaires, dont onze seulement étaient réellement construits dès le départ comme tels. Les autres étaient des Martinet de série transformés dans les usines de Miles. Les premiers de ces avions sans pilote firent leur apparition dans les rangs de la RAF et de la Fleet Air Arm après-guerre en 1946.

### Du remorqueur de cible à l'avion d'entraînement
Après guerre, en 1946, la RAF demanda à Miles de développer une version d'entraînement du Martinet. Désigné M.37 cet avion se présentait comme un M.25 débarrassé de ses équipements de tractage de cible, doté de doubles commandes, et mû par un moteur Mercury Mk.XXX de puissance similaire au Mk.XX qui équipait les M.25 de série. Malgré quelques notables transformations notamment au niveau de la verrière l'avion ne suscita finalement pas de commande, les aviateurs britanniques étant déjà engagés auprès des Avro Athena (en) et Boulton Paul Balliol.

### En service

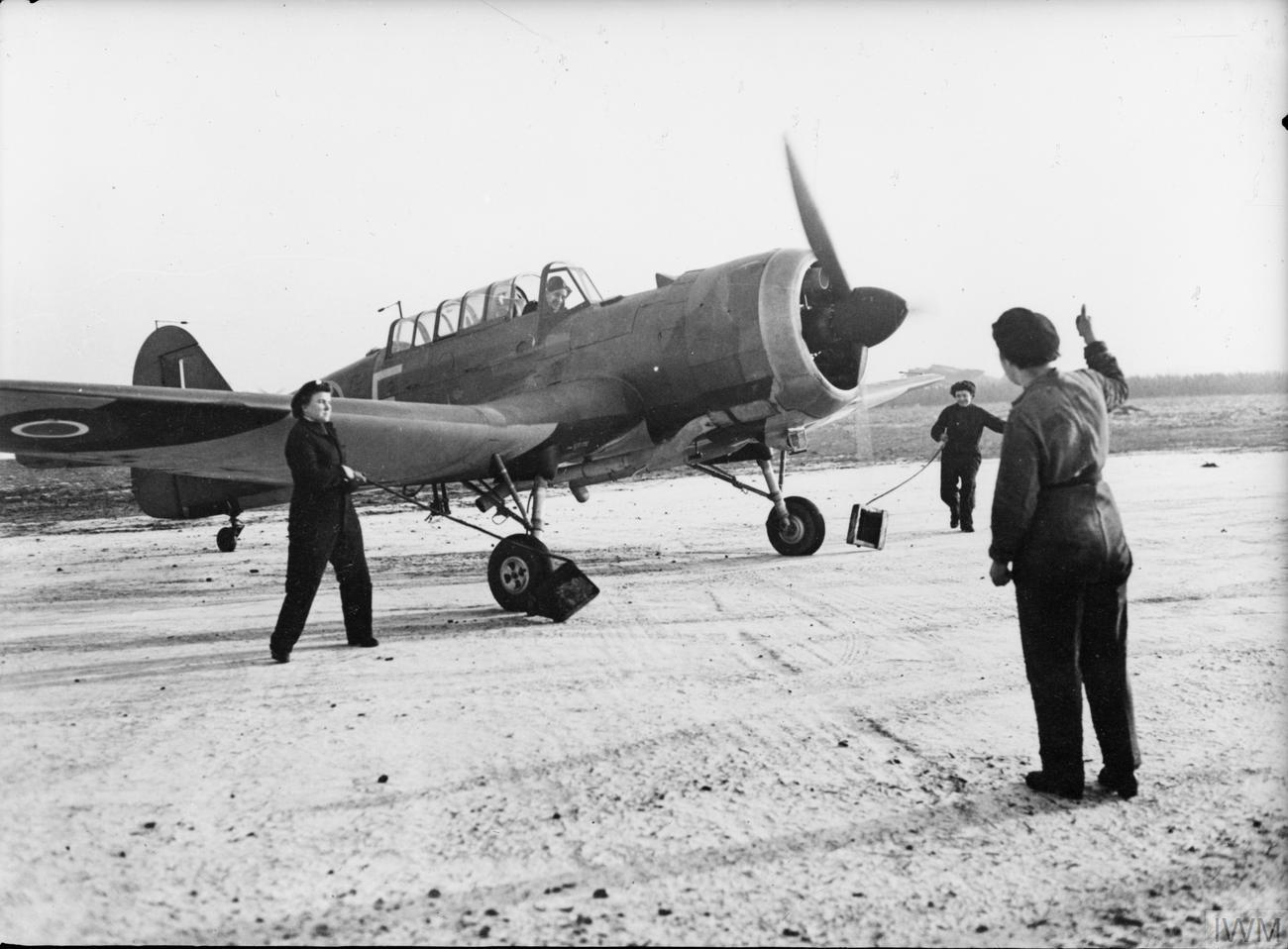
Miles Martinet en service dans la RAF durant la Seconde Guerre mondiale.

Durant la Seconde Guerre mondiale les Miles Martinet servirent dans pas moins d'une vingtaine d'unités de la Royal Air Force et sept de la Fleet Air Arm. Réputés pour leur stabilité, ils étaient considérés comme des avions bien plus sûrs que la majorité de leurs prédécesseurs. C'est l'une des raisons qui explique que cet avion fut un des remorqueurs de cibles les plus prolifiques de l'histoire aéronautique avec plus de 1 650 exemplaires construits.
Après guerre, certains exemplaires ont été fournis à des pays alliés du Royaume-Uni, tandis que la RAF les reconditionna en remorqueurs de planeurs. Les derniers Martinet semblent avoir quitté le service actif dans les années 1950. Les Queen Martinet, de leur côté, finirent leur carrière en 1953.
En France, l'armée de l'air utilisa une dizaine de M.25 de seconde main, dont quelques-uns pour des missions de soutien au profit du CEV jusqu'en 1958.
Au lendemain de la guerre, quatre Martinet furent vendus à la société suédoise Svensk Flygjärst qui les utilisa pour du tractage de cible, mais également pour des vols publicitaires.

## Opérateurs

### Opérateurs civils
- Suède
  - Svensk Flygjärst.

### Opérateurs militaires
- Belgique
  - Force aérienne belge.
- France
  - Armée de l'air.
  - Centre d'essais en vol.
- Irlande
  - Irish Air Corps.
- Portugal
  - Força Aérea Portuguesa.
- Royaume-Uni
  - Fleet Air Arm.
  - Royal Air Force.
- Turquie
  - Türk Hava Kuvvetleri.

## Versions

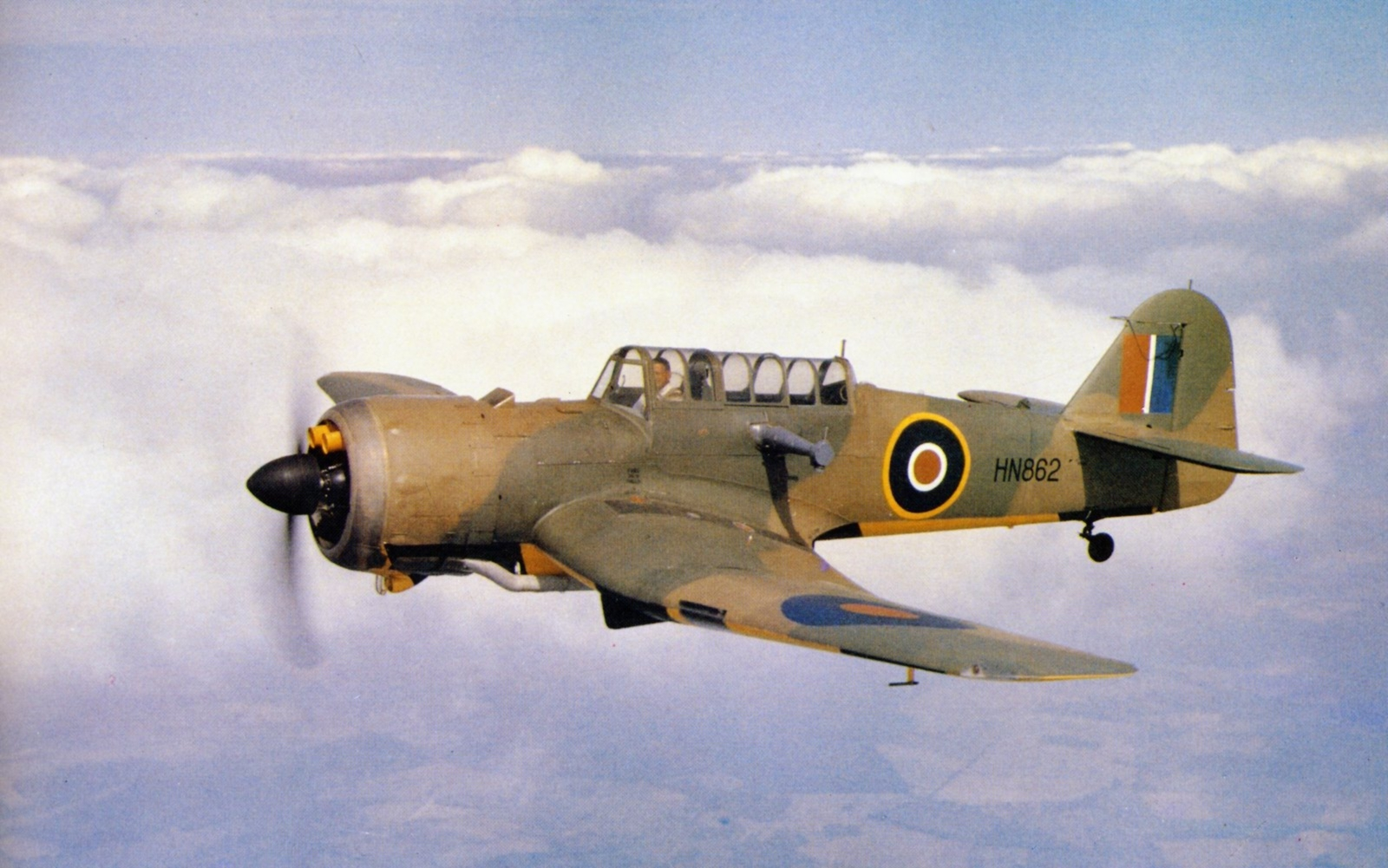
Miles M.25 Martinet de série en vol.

- Miles M.25 Martinet : Désignation des avions de série.
- Miles M.37 : Désignation d'une version d'entraînement demeurée sans suite.
- Miles M.50 Queen Martinet : Désignation des drones de série.

## Avions similaires
- Bell RP-63 Pinball.
- EKW C-3603-1.